# Eurocom Rail Cargo Zrt.

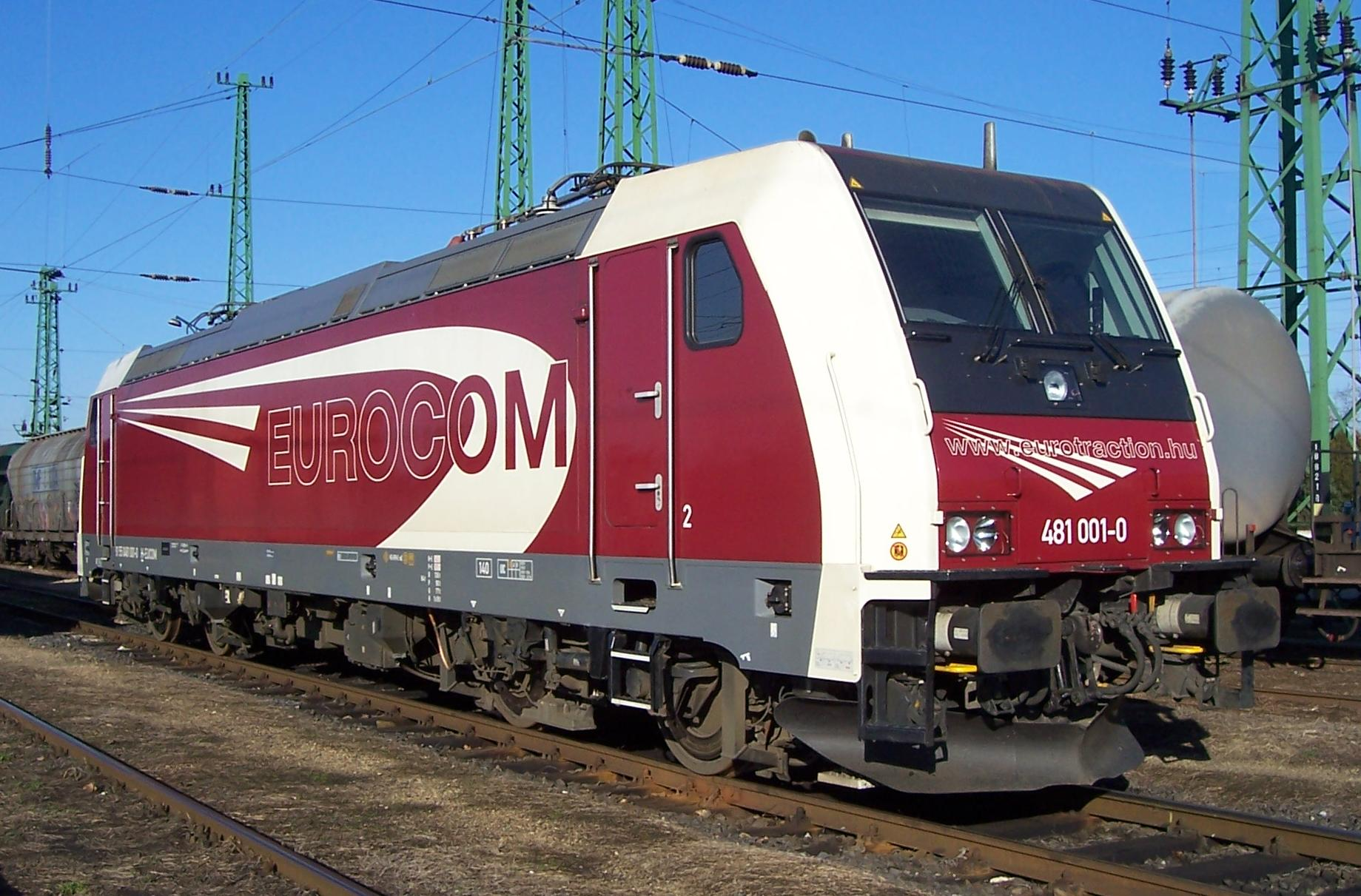
Eurocom Rail Cargo ZRt. Lokomotive 481 001-0 (91 55 0 481 001-0 H-EUCOM) in Hegyeshalom, Ungarn

Das ungarische Eisenbahnverkehrsunternehmen Eurocom Rail Cargo Zrt. aus Budapest erbrachte von 2007 bis 2010 Gütertransportleistungen in mehreren europäischen Ländern.
Eurocom Rail Cargo war Mitglied der Hungarian Rail Association, kurz hungrail und der UIC.
Eingesetzt wurden eigene Diesellokomotiven (MÁV-Baureihe M44, MÁV-Baureihe M62 und ČSD-Baureihe T 448.0) und zwei angemietete, an ungarische Verhältnisse angepasste Elektrolokomotiven vom Typ Bombardier TRAXX, Bauart F140 AC2. Die beiden Maschinen wurden 2007 und 2008 gebaut, im Januar 2008 an Euroscom vermietet.
Das Unternehmen war im April 2010 insolvent und ihr wurde die Betriebsgenehmigung entzogen.